# De Heikrekels
De Heikrekels was een Nederlands dansorkest uit Geldrop  met Wim van Gennip als zanger. Hun bekendste hits waren Waarom heb jij me laten staan?, Jij bent voor mij alleen! en Ik wil alleen maar van je houden!.

## Biografie
De Heikrekels werd opgericht door Wim van Gennip. De groep bestond uit zanger Wim van Gennip (18 oktober 1925), gitarist Jan van de Rijt, bassist Bert Linden, toetsenist Jo van Gerven en drummer Jan Nijsen. De groep werd ontdekt door Johnny Hoes die ze onderbracht bij zijn Telstar label. Hun doorbraak kwam in het voorjaar van 1967 met de single Waarom heb jij me laten staan?. Aanvankelijk was het liedje alleen populair in Noord-Brabant en Limburg, maar geleidelijk aan won het nummer ook landelijke bekendheid, mede dankzij de airplay op Radio Veronica. Het nummer haalde de zesde plaats en stond 34 weken in de Veronica Top 40, wat uitzonderlijk veel is. Het nummer werd ook in Vlaanderen uitgebracht en in West-Duitsland onder de titel Warum läßt du mich so allein?. Door het succes van het nummer kreeg ook Telstar meer landelijke bekendheid.
De hit kon worden opgevolgd door nog een aantal succesvolle singles. Jij bent voor mij alleen en Ik wil alleen maar van je houden haalden zowel in Nederland als Vlaanderen de top 10. Ook in 1968 kwam de groep nog met een paar succesvolle liedjes. Hun populariteit was zo groot, dat de Delftse band After Tea onder de naam De Martino's een Heikrekels-parodie uitbracht; het liedje Moest dat nou. (De Heikrekels vatten die parodie sportief op door het nummer te coveren en ook op single uit te brengen.)
Na 1968 nam de populariteit van de groep weer af. Met Carnaval 1972 kwamen ze nog één keer sterk terug met de single Lieve meid. Terwijl alle vorige nummers nog eigen composities waren van Wim van Gennip, was dit nummer een cover van Schöne Maid van de Duitse schlagerzanger Tony Marshall. Beide versies van dit nummer stonden rond Carnaval '72 in de Top 40 en de Daverende Dertig. Na 1972 verschenen er nauwelijks nog singles van De Heikrekels en gingen de groepsleden hun eigen weg in andere piratengroepen, waaronder 't Magic Combo. Zanger Wim van Gennip vormde begin jaren tachtig een duo met hammondorganist Gerry van Houtert dat zich Duo De Heikrekels noemde. Zij brachten enkele singles uit, maar hadden hier weinig succes mee. Van Gennip had jarenlang een platenzaak in zijn woonplaats Geldrop.
Op 25 november 2001 overleed drummer Jan Nijsen op 70-jarige leeftijd in zijn woonplaats Weert aan een hersenbloeding. 

Op 14 juni 2007 overleed toetsenist Jo van Gerven op 76-jarige leeftijd in zijn woonplaats Weert.

Op 20 november 2012 overleed zanger/oprichter Wim van Gennip op 87-jarige leeftijd in een verzorgingshuis in Geldrop.

## Bezetting
- Wim van Gennip
- Jan van de Rijt
- Bert Linden
- Jo van Gerven
- Jan Nijsen

## Discografie

### Singles
| Single met eventuele hitnotering(en) in de Nederlandse Top 40 | Datum van verschijnen | Datum van binnenkomst | Hoogste positie | Aantal weken | Opmerkingen           |
| ------------------------------------------------------------- | --------------------- | --------------------- | --------------- | ------------ | --------------------- |
| Waarom heb jij me laten staan?                                | 1967                  | 11-03-1967            | 6               | 34           | Hit van het jaar 1967 |
| Jij bent voor mij alleen!                                     | 1967                  | 24-06-1967            | 8               | 18           |                       |
| Ik wil alleen maar van je houden!                             | 1967                  | 30-09-1967            | 5               | 10           |                       |
| 'k Hoop dat jij eens wacht op mij!                            | 1967                  | 20-01-1968            | 12              | 7            |                       |
| Jij bent de zon in m'n leven                                  |                       | 27-04-1968            | tip             | -            |                       |
| Mooier dan rode rozen                                         | 1966                  | 26-10-1968            | 30              | 5            |                       |
| Oh, Anita!                                                    |                       | 19-04-1969            | tip             | -            |                       |
| Dicht bij jou                                                 |                       | 12-09-1970            | tip11           | -            |                       |
| Blijf van me houden                                           |                       | 05-06-1971            | tip12           | -            |                       |
| Met jou op 'n bank                                            |                       | 30-10-1971            | tip2            | -            | met Marjan en Wim     |
| Lieve meid                                                    | 1971                  | 22-01-1972            | 11              | 7            |                       |
| Hartje van goud                                               |                       | 1983                  |                 |              |                       |

| Single met hitnotering(en) in de Vlaamse Ultratop 50 | Datum van verschijnen | Datum van binnenkomst | Hoogste positie | Aantal weken | Opmerkingen       |
| ---------------------------------------------------- | --------------------- | --------------------- | --------------- | ------------ | ----------------- |
| Waarom heb jij me laten staan?                       |                       | 25-02-1967            | 14              | 5            | in de Humo Top 20 |
| Waarom heb jij me laten staan?                       |                       | 29-04-1967            | 14              | 7            | in de Humo Top 20 |
| Jij bent voor mij alleen                             |                       | 12-08-1967            | 9               | 12           | in de Humo Top 20 |
| Ik wil alleen maar van je houden                     |                       | 21-10-1967            | 3               | 9            | in de Humo Top 20 |
| Jij bent de zon in m'n leven                         |                       | 08-06-1968            | 18              | 3            | in de Humo Top 20 |
| Mooier dan rode rozen                                |                       | 02-11-1968            | 15              | 3            | in de Humo Top 20 |
| Lieve meid                                           |                       | 26-02-1972            | 18              |              | in de BRT Top 30  |